# NGC 5308
NGC 5308 est une galaxie lenticulaire vue par la tranche et située dans la constellation de la Grande Ourse. Sa vitesse par rapport au fond diffus cosmologique est de 2 098 ± 9 km/s, ce qui correspond à une distance de Hubble de 30,9 ± 2,2 Mpc (∼101 millions d'al). NGC 5308 a été découverte par l'astronome germano-britannique William Herschel en 1790.

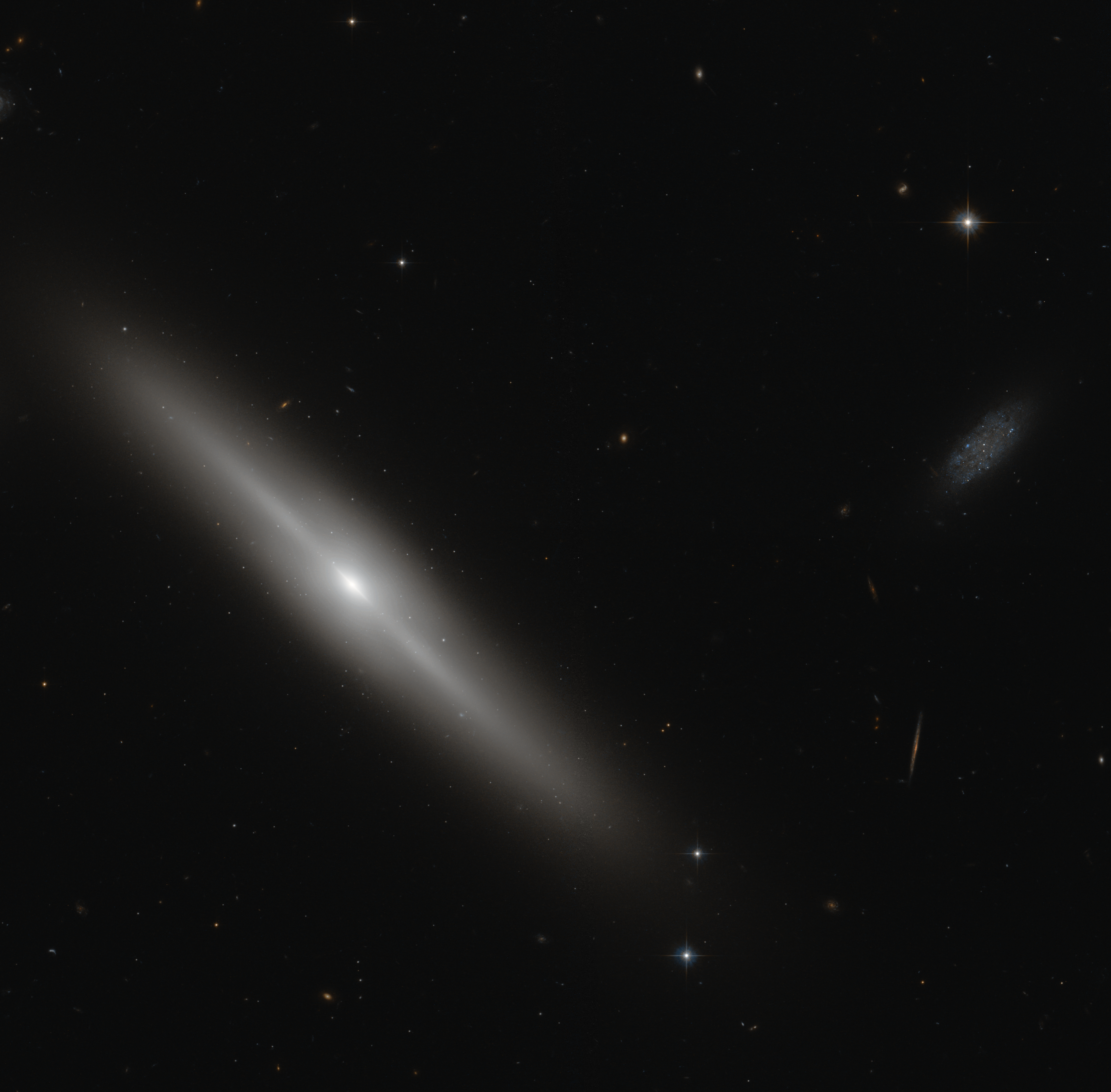
NGC 5308 par le télescope spatial Hubble.

NGC 5308 présente une large raie HI.
À ce jour, 13 mesures non basées sur le décalage vers le rouge (redshift) donnent une distance de 28,146 ± 5,503 Mpc (∼91,8 millions d'al), ce qui est à l'intérieur des valeurs de la distance de Hubble.

## Supernova
La supernova SN 1996bk a été découverte dans NGC 5308 le 12 octobre par les astronomes amateurs italiens Piero Mazza et Stefano Pesci. Cette supernova était de type Ia. 

## Groupe de NGC 5322
Selon A.M. Garcia, la galaxie NGC 5308 fait partie d'un groupe de galaxies qui compte au moins 10 membres, le groupe de NGC 5322. Les autres galaxies du groupe sont NGC 5322, NGC 5342, NGC 5372, NGC 5376, NGC 5379, NGC 5389, UGC 8684, UGC 8714 et UGC 8716.
D'autre part, Abraham Mahtessian mentionne aussi ce groupe auquel il ajoute la galaxie NGC 5205 et la galaxie NGC 5526NE, une désignation inconnue de toutes les sources consultées.